# Гамма-сірка
Га́мма-сі́рка (γ-сірка) — моноклінна модифікація самородної сірки.
При нормальному тиску нестійка, переходить в сірку ромбічну. Призматичний вид. Кристали дрібні ізометричні, таблитчасті, дипірамідальні, короткопризматичні, рідше голчасті. Густина 2,75. М'яка. Колір блідо-жовтий. Блиск перламутровий. Прозора. Двозаломлення дуже високе. Зустрічається у фумаролах разом з ромбічною і моноклінною сіркою. Дуже рідкісна.